# Barthélemy Auzannet
Barthélemy Auzanet, né en 1591 à La Souterraine (Creuse) et mort le 17 avril 1673 à Paris, est un avocat et jurisconsulte français. Il exerce au Parlement de Paris et participe aux réformes juridiques du règne de Louis XIV.

## Biographie

### Origines familiales
Barthélemy Auzanet appartient à une famille de juristes. Son arrière-grand-père, René Auzanet, né à La Souterraine, est avocat au Parlement de Paris en 1540. Son grand-père Pierre Auzanet exerce comme procureur au Parlement de Paris, puis son père Anselme Auzanet occupe la même charge de procureur en parlement.
Anselme Auzanet s'établit à Paris, rue de la Bûcherie, dans la paroisse Saint-Étienne-du-Mont. Il meurt avant août 1609.

### Formation et carrière
Barthélemy Auzanet naît en 1591 à La Souterraine. Il est reçu avocat en 1609 et exerce au Parlement de Paris.
Le 24 février 1628, il contracte un bail avec le collège de Laon pour une maison située près de l'établissement, moyennant 300 livres de loyer annuel et un don de 70 livres pour la bibliothèque.

### Fonctions officielles
Barthélemy Auzanet est nommé conseiller d'État et participe en 1665 à la commission présidée par Henri Pussort pour la rédaction des ordonnances royales. Cette commission est créée à l'initiative de Jean-Baptiste Colbert.
Il fait partie des juristes consultés lors des conférences préparatoires à l'Ordonnance civile de 1667, organisées à l'hôtel Séguier. Ces conférences réunissent les commissaires du roi et les députés du Parlement pour examiner les articles de l'ordonnance.
Auzanet est membre du Conseil de Justice créé en 1665 pour la réformation de la justice. Il travaille avec L'Hoste, Gomont, Ragueneau et Billain.

## Œuvre juridique

### Publications
Les œuvres de Barthélemy Auzanet sont publiées après sa mort sous le titre Œuvres de M. Barthélemy Auzanet, ancien avocat au parlement : contenant ses notes sur la Coutume de Paris, ses Mémoires, réflexions et arrêts sur les questions les plus importantes de droit & de coutume, édité par Nicolas Gosselin à Paris en 1708.
L'ouvrage comprend :
- Un commentaire sur la Coutume de Paris
- Des mémoires et réflexions sur des questions juridiques
- Une compilation d'arrêts commentés
- Des observations sur la pratique judiciaire

### Commentaire sur la Coutume de Paris
Auzanet rédige un commentaire détaillé sur la Coutume de Paris. Cette coutume devient l'unique source de droit dans les colonies françaises par l'édit royal de mai 1664.

## Vie privée

### Mariages
Le 29 août 1613 à Paris, Barthélemy Auzanet épouse Marguerite Ysambert, baptisée le 17 juin 1593 en la paroisse Saint-André-des-Arts. Le contrat de mariage est passé devant les notaires de l'étude CXXII.
Après le décès de sa première épouse vers 1618, il se remarie entre le 16 mars 1619 et 1619 avec Catherine Le Brest, décédée avant le 7 octobre 1657.

### Descendance
De son premier mariage naît Catherine Jeanne Auzanet (1647) qui épouse le 13 avril 1666 Nicolas de Brilhac, conseiller au Parlement de Paris. Leur fils, Pierre de Brilhac, devient Premier président du Parlement de Bretagne en 1703.
D'autres descendants occupent des charges dans la magistrature :
- Anne Marguerite Auzanet épouse Antoine Le Febvre, conseiller en la Cour des aides
- Plusieurs membres de la famille exercent des fonctions judiciaires aux XVIIe et XVIIIe siècles[2]

### Patrimoine
Les actes notariés mentionnent plusieurs biens immobiliers à Paris. Auzanet entretient des relations d'affaires avec le collège de Laon et d'autres institutions.

## Contexte

### Le barreau parisien
Au XVIIe siècle, le nombre d'avocats inscrits au Tableau du Parlement de Paris passe de 294 en 1680 à 514 en 1731.

### Les réformes de Colbert
Jean-Baptiste Colbert entreprend une série de réformes juridiques comprenant :
- L'Ordonnance civile de 1667 sur la procédure civile
- L'Ordonnance criminelle de 1670 sur la procédure pénale
- L'Ordonnance de commerce de 1673
- L'Ordonnance de la marine de 1681

### Le droit coutumier
Au XVIIe siècle, le droit français se compose de multiples coutumes locales et du droit romain dans les pays de droit écrit. La Coutume de Paris s'étend aux colonies françaises par l'édit de 1664.

## Postérité

### Iconographie
Plusieurs portraits de Barthélemy Auzanet sont conservés :
- Un portrait gravé par Simon Thomassin, conservé au château de Versailles[10]
- Un portrait conservé à la Bibliothèque nationale de France

### Toponymie
Une rue de La Souterraine porte son nom.

### Citations
Claude de Ferrière cite Auzanet dans son Corps et compilation de tous les commentateurs anciens et modernes sur la coutume de Paris.

### Sources primaires
- Oeuvres de M. Barthelemy Auzanet, Nicolas Gosselin, Paris, 1708
- Jean-Baptiste Colbert, Lettres, instructions et mémoires, t. 6
- Archives nationales, Minutier central, actes notariés famille Auzanet
- Dictionnaire de biographie française, t. 4, col. 797-98

### Sources secondaires
- Gautier Aubert, « Quand les avocats formaient les juristes et la doctrine », 2009
- Frédéric Saulnier, Le Parlement de Bretagne, 1554-1790, vol.1, 1991
- Martine Acerra, « Les avocats du Parlement de Paris - 1661-1715 », 1982
- François Olivier-Martin, L'organisation corporative de la France d'Ancien Régime, 1938